# Gortyna basalipunctata
Gortyna basalipunctata är en fjärilsart som beskrevs av Ludwig Carl Friedrich Graeser 1888. Gortyna basalipunctata ingår i släktet Gortyna och familjen nattflyn. Inga underarter finns listade i Catalogue of Life.